# Wishmaster 4: The Prophecy Fulfilled
Wishmaster 4: The Prophecy Fulfilled é um filme de terror, produzido em Winnipeg, Manitoba, Canadá, filmado entre agosto e setembro de 2000, e lançado em 2002, coescrito por Peter Atkins e John Benjamin Martin, e dirigido por Chris Angel.
Esse quarto e último filme da quadrilogia O Mestre dos Desejos, filmado logo após «O Mestre dos Desejos 3 - Além da Porta do Inferno», com intervalo de apenas 1 semana entre o término de um e início de outro.

## Sinopse
Depois de ser mais uma vez desperto, Djinn incorpora o advogado de uma moça e tenta realizar três desejos dela, para libertar demônios destruidores sobre a terra.

## Elenco
- Tara Spencer-Nairn … Lisa Burnley
- Michael Trucco … Steven Verdel
- Jason Thompson … Sam
- John Novak … Djinn
- Victor Webster … Caçador
- John Benjamin Martin … Douglas Hollister
- Kimberly Huie … Tracy
- Mariam Bernstein … Jennifer
- Mandy Hochbaum … Comprador
- Jennifer Pudavick … Garçonete
- Ernesto Griffith … Nick (barman)
- Rea Kavanagh … Garçonete de coquetel
- Janice Tetreault … Dançarina
- Cara Bisiak … Dançarina
- Aleks Paunovic … Brick
- Darren Ross … Djinn malformado #1
- Eric Blais … Djinn malformado #2
- Jeremy Koz … Djinn malformado #3
- Chad Bruce … Rapaz no bar